# 76-й танковий корпус (Третій Рейх)
LXXVI-й (76-й) та́нковий ко́рпус (нім. LXXVI. Panzerkorps) — танковий корпус Вермахту за часів Другої світової війни.

## Історія
LXXVI-й танковий корпус був сформований 22 липня 1943 на основі 76-го армійського корпусу.

## Райони бойових дій
- Франція (липень 1943 — листопад 1944);

## Командування

### Командири
- генерал-лейтенант, з 1 вересня 1943 генерал танкових військ Трауготт Герр (нім. Traugott Herr) (22 липня — 28 лютого 1944);
- генерал-лейтенант Дітріх фон Хольтіц (нім. Dietrich von Choltitz) (1 березня — 15 квітня 1944);
- генерал танкових військ Трауготт Герр (15 квітня — 23 листопада 1944);
- генерал-лейтенант Фрідріх Вільгельм Гаук (нім. Friedrich Wilhelm Hauck) (23 листопада — 16 грудня 1944);
- генерал танкових військ Трауготт Герр (16 — 26 грудня 1944);
- генерал-лейтенант, з 1 квітня 1945 генерал танкових військ Герхард фон Шверін (нім. Gerhard Graf von Schwerin) (26 грудня 1944 — 26 квітня 1945);
- генерал-лейтенант Карл фон Граффен (нім. Karl von Graffen) (26 квітня — 8 травня 1945).

## Бойовий склад 76-го танкового корпусу
Формування управління, забезпечення та підтримки
- 476-те артилерійське командування (Arko 476);
- 476-й корпусний батальйон зв'язку (Korps-Nachrichten-Abteilung 476);
- 476-те управління корпусного постачання (Korps-Nachschubtruppen 476).

- 29-та панцергренадерська дивізія (29. Panzergrenadier-Division);
- Частини:
  - 26-ї танкової дивізії (26. Panzer-Division);
  - 1-ї парашутної дивізії (1. Fallschirmjäger-Division).

- 26-та танкова дивізія;
- 90-та панцергренадерська дивізія (90. Panzergrenadier-Division);
- 1-ша парашутна дивізія;
- 65-та піхотна дивізія (65. Infanterie-Division);
- 334-та піхотна дивізія (334. Infanterie-Division).

- 1-ша парашутно-танкова дивізія «Герман Герінг» (Fallschirm-Panzer-Division "Hermann Göring").

- 3-тя панцергренадерська дивізія ( 3. Panzer-Grenadier-Division).

- 26-та танкова дивізія;
- 1-ша парашутно-танкова дивізія «Герман Герінг»;
- 114-та єгерська дивізія (114. Jäger-Division);
- 362-га піхотна дивізія (362. Infanterie-Division);
- 715-та піхотна дивізія (715. Infanterie-Division).

- 362-га піхотна дивізія;
- 715-та піхотна дивізія.

- 1-ша парашутна дивізія;
- 1-ша парашутно-танкова дивізія «Герман Герінг»;
- 15-та панцергренадерська дивізія (15. Panzergrenadier-Division);
- 94-та піхотна дивізія (94. Infanterie-Division);
- 305-та піхотна дивізія (305. Infanterie-Division);
- 344-та піхотна дивізія (344. Infanterie-Division).

- 26-та танкова дивізія;
- 1-ша парашутна дивізія;
- 29-та панцергренадерська дивізія;
- 71-ша піхотна дивізія (71. Infanterie-Division);
- 98-ма піхотна дивізія (98. Infanterie-Division);
- 278-ма піхотна дивізія (278. Infanterie-Division);
- 356-та піхотна дивізія (356. Infanterie-Division);
- 20-та авіапольова штурмова дивізія (20. Luftwaffen-Sturm-Division).

- 29-та панцергренадерська дивізія;
- 90-та панцергренадерська дивізія;
- 278-ма піхотна дивізія;
- 715-та піхотна дивізія.

- 26-та танкова дивізія;
- 42-га єгерська дивізія (42. Jäger-Division);
- 98-ма піхотна дивізія;
- 162-га тюркська піхотна дивізія (162. Infanterie-Division (turk.);
- 362-га піхотна дивізія.